# نواه نوبل
نواه نوبل (بالإنجليزية: Noah Noble)‏ هو سياسي أمريكي، ولد في 15 يناير 1794 في الولايات المتحدة، وتوفي بنفس المكان في 8 فبراير 1844. حزبياً، نشط في الحزب الوطني الجمهوري ‏. انتخب حاكم إنديانا ‏ (7 ديسمبر 1831 – 6 ديسمبر 1837) وانتخب عضو مجلس نواب إنديانا وانتخب شريف.